# The Whip (1917)
The Whip is een Amerikaanse dramafilm uit 1917 onder regie van Maurice Tourneur. Het scenario is gebaseerd op het gelijknamige toneelstuk uit 1909 van de Britse auteurs Henry Hamilton en Cecil Raleigh. Destijds werd de film in Nederland uitgebracht onder de titel Renbaan-sensatie.

## Verhaal
De jockey Harry Anson ontdekt dat een paard van rechter Beverley veel kans maakt om te winnen bij de paardenrennen. Herbert Brancaster is verliefd op de dochter van de rechter. Hij kent het geheim van Anson en hij zet al zijn geld in op het renpaard. Als zijn rivalen daarachter komen, willen ze de wedstrijddeelname van het paard saboteren.

## Rolverdeling
| Acteur          | Personage          |
| --------------- | ------------------ |
| Alma Hanlon     | Diana Beverley     |
| June Elvidge    | Mevrouw D'Aquilia  |
| Irving Cummings | Herbert Brancaster |
| Warren Cook     | Rechter Beverley   |
| Paul McAllister | Baron Sartoris     |
| Alfred Hemming  | Joe Kelly          |
| Dion Titheradge | Harry Anson        |
| Jean Dumas      | Myrtle Anson       |